# Deutsche Leichtathletik-Hallenmeisterschaften 1987
Die 34. Deutschen Leichtathletik-Hallenmeisterschaften fanden am 6. und 7. Februar 
in der Europahalle in Karlsruhe statt. Zum ersten Mal war Karlsruhe Gastgeber. Die 1983 erbaute Europahalle war am ersten Tag mit 5000 Zuschauern zum ersten Mal bei einer Leichtathletikveranstaltung ausverkauft. Die Sprinterin Ulrike Sarvari gewann drei Titel.

## Medaillengewinner

### Frauen
| Disziplin   | Gold                                                                   | Leistung    | Silber                                                                          | Leistung    | Bronze                                                                                | Leistung       |
| ----------- | ---------------------------------------------------------------------- | ----------- | ------------------------------------------------------------------------------- | ----------- | ------------------------------------------------------------------------------------- | -------------- |
| 60 m        | Ulrike Sarvari VfL Sindelfingen                                        | 7,26 s      | Resi März MTV Ingolstadt                                                        | 7,35 s      | Monika Hirsch USC Mainz                                                               | 7,36 s         |
| 200 m       | Ulrike Sarvari VfL Sindelfingen                                        | 23,17 s     | Gisela Kinzel SC Eintracht Hamm                                                 | 23,81 s     | Michaela Schabinger MTV Ingolstadt                                                    | 23,98 s        |
| 400 m       | Helga Arendt SC Eintracht Hamm                                         | 52,51 s     | Sabine Alber LG Kappelberg                                                      | 53,58 s     | Heike Blüm USC Mainz                                                                  | 53,84 s        |
| 800 m       | Brigitte Brückner MTV Ingolstadt                                       | 2:02,95 min | Ute Lix TV Gelnhausen                                                           | 2:04,15 min | Gabriele Lesch TSV Kirchhain                                                          | 2:04,18 min    |
| 1500 m      | Vera Michallek LG Frankfurt                                            | 4:16,90 min | Claudia Borgschulze SC Eintracht Hamm                                           | 4:18,05 min | Uta Eckhardt Eintracht Frankfurt                                                      | 4:18,50 min    |
| 3000 m      | Brigitte Kraus ASV Köln                                                | 8:56,45 min | Antje Winkelmann LG Göttingen                                                   | 9:05,49 min | Christina Mai LAV Dortmund                                                            | 9:06,32 min    |
| 60 m Hürden | Edith Oker LG Bayer Leverkusen                                         | 8,17 s      | Claudia Zaczkiewicz MTG Mannheim                                                | 8,19 s      | Brigitte Grönich TV Wattenscheid 01                                                   | 8,21 s         |
| 4 × 200 m   | VfL SindelfingenUlrike Sarvari Andrea Bersch Anke Köninger Birgit Wolf | 1:34,13 min | SC Eintracht HammSilke-Beate Knoll Gisela Arendt Andrea Hannemann Gisela Kinzel | 1:34,14 min | MTG MannheimSandra Löffler Claudia Zaczkiewicz Nicole Leistenschneider Christine Wahl | 1:37,67 min    |
| Hochsprung  | Heike Redetzky LG Bayer Leverkusen                                     | 1,95 m      | Beate Holzapfel LG Bayer Leverkusen Mila Skibicki LG Bayer Leverkusen           | 1,86 m      | nicht vergeben                                                                        | nicht vergeben |
| Weitsprung  | Monika Hirsch USC Mainz                                                | 6,45 m      | Jasmin Feige LG Bayer Leverkusen                                                | 6,44 m      | Kerstin Poltrock LC Paderborn                                                         | 6,38 m         |
| Kugelstoßen | Claudia Losch LC Olympiapark München                                   | 20,75 m     | Stephanie Storp VfL Wolfsburg                                                   | 19,25       | Iris Plotzitzka LC Olympiapark München                                                | 18,90          |

### Männer
| Disziplin      | Gold                                                                    | Leistung    | Silber                                                                          | Leistung    | Bronze                                                                 | Leistung    |
| -------------- | ----------------------------------------------------------------------- | ----------- | ------------------------------------------------------------------------------- | ----------- | ---------------------------------------------------------------------- | ----------- |
| 60 m           | Christian Haas LAC Quelle Fürth                                         | 6,62 s      | Matthias Schlicht OSC Berlin                                                    | 6,63 s      | Volker Westhagemann TV Wattenscheid 01                                 | 6,73 s      |
| 200 m          | Rolf Kistner TV Wattenscheid 01                                         | 21,22 s     | Peter Klein FV Salamander Kornwestheim                                          | 21,32 s     | Karl-Heinz Keth Eintracht Frankfurt                                    | 22,08 s     |
| 400 m          | Mark Henrich VfL Kamen                                                  | 46,25 s     | Uwe Keim SG Siemens Karlsruhe                                                   | 46,89 s     | Hartmut Weber VfL Kamen                                                | 47,54 s     |
| 800 m          | Peter Braun LG Tuttlingen/Fridingen                                     | 1:48,78 min | Axel Harries LC Olympiapark München                                             | 1:48,93 min | Joachim Heydgen TB Emmendingen                                         | 1:49,07 min |
| 1500 m         | Uwe Mönkemeyer TV Wattenscheid 01                                       | 3:45,95 min | Klaus-Peter Nabein LAC Quelle Fürth                                             | 3:46,05 min | Harald Olbrich VfL Sindelfingen                                        | 3:46,60 min |
| 3000 m         | Dieter Baumann VfL Waiblingen                                           | 7:57,13 min | Patriz Ilg LAC Quelle Fürth                                                     | 7:57,55 min | Volker Welzel TV Wattenscheid 01                                       | 7:59,10 min |
| 60 m Hürden    | Stefan Mattern LG Kreis Verden                                          | 7,74 s      | Christof Bagus TV Gelnhausen                                                    | 7,89 s      | Heiko Buß Eintracht Frankfurt                                          | 7,91 s      |
| 4 × 200 m      | SCC BerlinFrank Tschugg Oliver Schmidt Ralf Höhle Matthias Conrad       | 1:26,25 min | LG Bayer LeverkusenHans-Joachim Haas Thomas Geuyen Bernhard Hanke Carsten Dally | 1:26,35 min | VfL WolfsburgAndreas Stärk Uwe Wegner Stefan Meyer Erwin Skamrahl      | 3:09,31 min |
| 4 × 400 m      | VfL SindelfingenGert Benz Stefan Schnabel Martin Weppler Jörg Vaihinger | 3:08,75 min | VfL KamenOliver Kastner Hartmut Weber Michael Jopp Mark Henrich                 | 3:12,41 min | ASV KölnChristoph Enders Thomas Nettersheim Alexander Adam Frank Horst | 3:12,52 min |
| 3 × 1000 m     | TV Wattenscheid 01Harald Andrä Uwe Mönkemeyer Steffen Brand             | 7:08,31 min | VfL WolfsburgWolfgang Schreiber Uwe Becker Jens Becker                          | 7:09,78 min | ASC DarmstadtMichael Heist Daniel Gottschall Ralf Eckert               | 7:12,33 min |
| Hochsprung     | Carlo Thränhardt LG Bayer Leverkusen                                    | 2,34 m      | Andre Schneider-Laub TV Wattenscheid 01                                         | 2,25 m      | Gerd Nagel Eintracht Frankfurt                                         | 2,22 m      |
| Stabhochsprung | Bernhard Zintl LG München                                               | 5,40 m      | Władysław Kozakiewicz TK Hannover                                               | 5,40 m      | Zbigniew Radzikowski OSC Berlin                                        | 5,30 m      |
| Weitsprung     | Christian Thomas TV Heppenheim                                          | 7,98 m      | Joakim Assenmacher USC Mainz                                                    | 7,85 m      | Hartmut Eifler LG Frankfurt                                            | 7,66 m      |
| Dreisprung     | Peter Bouschen DJK Agon 08 Düsseldorf                                   | 16,29 m     | Kersten Wolters LG Hammer Park                                                  | 16,00 m     | Wolfgang Knabe TV Wattenscheid 01                                      | 15,95 m     |
| Kugelstoßen    | Udo Gelhausen LG Bayer Leverkusen                                       | 19,95 m     | Karsten Stolz TV Wattenscheid 01                                                | 19,91 m     | Rolf Saalfrank LC Olympiapark München                                  | 19,25 m     |